# 폴아웃 셸터 (비디오 게임)
폴아웃 셸터(Fallout Shelter)는 비헤이비어 인터랙티브(Behavior Interactive)의 지원을 받아 베데스다 게임 스튜디오가 개발하고 베데스다 소프트웍스가 배급한 무료 플레이 건설 및 관리 시뮬레이션 비디오 게임이다. 폴아웃 시리즈의 일부인 이 게임은 2015년 6월 iOS 기기용, 2015년 8월 Android 기기용, 2016년 7월 Windows용, 2017년 2월 Xbox One용, 2018년 6월 Nintendo Switch 및 PlayStation 4용으로 전 세계적으로 출시되었다. 테슬라 차량에서도 사용 가능하다. 게임에서는 플레이어에게 낙진 대피소인 볼트(Vault)를 건설하고 효과적으로 관리하는 임무를 부여한다.
폴아웃 셸터는 출시 후 대부분 긍정적인 평가를 받았다. 비평가들은 게임의 폴아웃 유니버스의 확장, 핵심 게임 플레이 및 시각적 스타일을 즐겼다. 일반적인 비판에는 게임의 깊이 부족, 불필요한 소액 결제 사용, 엔딩 부족 등이 포함되었다. 이 게임은 출시 후 첫 2주 동안 소액 결제 매출로 미화 510만 달러(2022년 약 630만 달러에 해당)를 벌어들였다.

## 게임플레이
폴아웃 셸터에서 플레이어는 리더이자 코디네이터인 감독관으로서 볼트(Vault)를 구축하고 관리한다. 플레이어는 거주자라고 알려진 볼트의 시민을 안내하고 지시하며 전력, 식량, 물과 같은 필요를 충족시켜 그들을 행복하게 해줘야 한다. 이들은 다른 볼트 게임의 특수 통계 시스템을 사용하여 황무지에서 거주자를 구출하고 볼트에 있는 다양한 자원 생성 건물에 할당한다. 각 캐릭터의 SPECIAL 프로필은 다양한 자원을 생성하는 능력에 영향을 미치며, 각 능력치 전용 방에서 캐릭터를 훈련시켜 능력치를 높일 수 있다. 거주자는 시간이 지남에 따라 레벨을 올려 건강을 높일 수 있으며 다양한 작업에 도움이 되는 아이템과 무기를 받을 수 있다. 황무지에서 거주자가 도착할 때까지 기다리거나 거주지에서 남성과 여성 거주자를 짝을 이루어 자녀를 생산함으로써 거주자 수를 늘릴 수 있다.
음식, 물, 전력과 같은 자원의 균형을 맞추는 것은 게임의 중요한 측면이다. 볼트에는 다양한 아이템이나 능력치 보너스를 제공하는 다양한 방을 건설할 수 있다. 플레이어는 긴 타이머나 프로세스를 가속화하기 위해 돈을 쓸 필요가 없으며, 대신 화재나 "방사선충" 침입과 같은 사고를 유발할 위험을 무릅쓰고 방을 서둘러 이동할 수 있는 옵션이 있다. 플레이어는 때때로 소액 거래를 통해 별도로 구매할 수 있는 아이템, 자원 또는 거주자를 제공할 수 있는 카드가 들어 있는 도시락으로 보상을 받는다.

## 개발 및 출시
2009년 엔가젯과의 인터뷰에서 iOS용 폴아웃 게임에 대해 이야기하면서 베데스다의 토드 하워드(Todd Howard)는 폴아웃의 세계가 "모든 플랫폼으로 번역될 수 있을 만큼 독특하다"고 말하면서 iOS 폴아웃 게임의 여러 디자인이 발표되었으나 거부되었음을 밝혔다. 2009년 11월 5일 당시 이드 소프트웨어에서 근무했던 존 카맥은 아직 공식적인 것은 아니지만 폴아웃 아이폰 게임에 대한 내부 개념 증명을 가지고 있다고 말했다. 카맥은 당시 다른 프로젝트를 진행하고 있었지만 개인적으로 게임 제작에 참여할 가능성이 있다고 말했다. 그는 "적어도 코드는 제공할 것"이라고 덧붙였다.
폴아웃 셸터는 2015년 6월 14일 일렉트로닉 엔터테인먼트 엑스포(Electronic Entertainment Expo)에서 열린 기자 회견에서 베데스다에 의해 발표되었으며, 이 게임이 같은 날 iOS용으로 출시될 무료 플레이 타이틀임을 확인했다. 비헤이비어 인터랙티브와의 파트너십을 통해 개발되었으며 유니티 게임 엔진을 사용하여 제작되었다. 이 게임은 2015년 8월 13일 안드로이드 기기용으로 출시되었다.
베데스다의 부사장인 피트 하인스(Pete Hines)에 따르면 이 게임은 리틀 컴퓨터 피플, 프로그레스 퀘스트, 엑스컴, 심시티, FTL: 패스터 댄 라이트와 같은 다른 비디오 게임에서 영감을 받았다.